# Hekler Antal
Hekler Antal (Budapest, 1882. február 1. – Budapest, 1940. március 3.) művészettörténész, régész, egyetemi tanár, az MTA tagja.

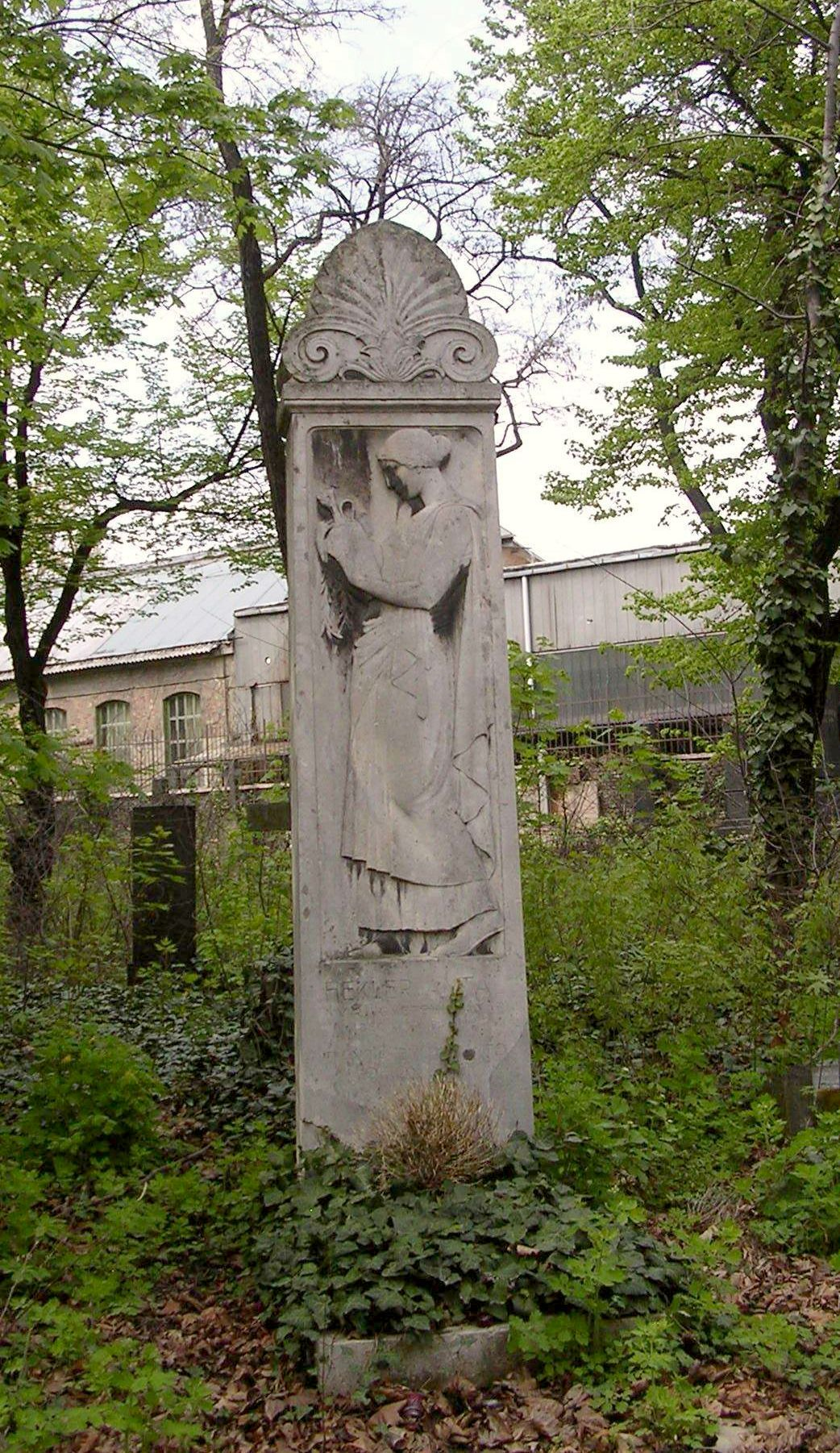
Sírja a Fiumei úti sírkertben (41/1-1-8). Telcs Ede alkotása

## Származása, tanulmányai
Hekler Elek és Kralovánszky Vilma gyermekeként született. Németországban végezte alsó- és középfokú iskoláit. 1899 és 1903 között a Budapesti Tudományegyetemen jogot hallgatott, majd államtudományi doktorátust szerzett. Egyetemista évei alatt vívásban több országos versenyen 1. díjat nyert. 1901. évi és 1903. évi olasz- és görögországi utazásának hatására a művészettörténet tanulmányozása mellett döntött. 1904-től Párizsban művészettörténetet és Münchenben Adolf Furtwänglernél klasszika-archeológiát tanult. Doktori disszertációja (Römische weibliche Gewandstatuen) a római női arcképszobrászattal foglalkozott, annak első rendszeres feldolgozását adta. 1911-ben a budapesti egyetemen a klasszika-archeológiából magántanári képesítést nyert, s kinevezték a klasszika-filológia első egyetemi előadójává.
Kétszer kötött házasságot. Első felesége Kiss Ilona Hermina volt, akit 1907. november 21-én Budapesten, a Ferencvárosban vett nőül. 1930-ban elváltak. Második felesége Leblanc Lujza Ernesztina volt.

## Pályafutása
1906-ban a Vallás- és Közoktatásügyi Minisztériumban segédfogalmazó, majd gyakornok lett. 1907-ben került a Magyar Nemzeti Múzeum Érem- és Régiségtárába, ahol előbb segédőr, majd 1911-től múzeumőr lett.  Az antik portréművészetről írt (négy nyelven megjelent) művének honoráriuma lehetővé tette, hogy 3 hónapra Olaszországba utazzon. Egyik úttörője volt a római provinciabeli művészet kutatásának, 1908 és 1912 között ásatásokat végzett Dunapentelén. 1913-ban saját kérésére a Szépművészeti Múzeum antik plasztikai osztályára helyezték (ez ekkor főként antik szobrok gipsz-másolatait tartalmazta). Az ő kezdeményezésére vásárolta meg a kulturális kormányzat a müncheni Paul Arndt nagy értékű, 135 tételes szobrászati gyűjteményét, s ezt 1914-ben terrakották megszerzésével is kiegészítették. 1914-től 1918-ig az osztály vezetője volt. 1916-ban a kilikiai ásatások megkezdésének távlati célja miatt is Klebelsberg Kunóval, mint ügyvezető alelnökkel, megszervezte a konstantinápolyi Magyar Tudományos Intézetet, s ennek igazgatója lett. Az intézet azonban a világháború miatt csak 1917 januárjától 1918 szeptemberéig működhetett.
1918 szeptemberétől haláláig a művészettörténet nyilvános rendes tanára volt a budapesti tudományegyetem művészettörténeti tanszékén. 1914 és 1919 között a Képzőművészeti és Rajztanárképző Főiskolán is tanította az ókori művészettörténetet. A Magyar Tudományos Akadémia 1920-ban levelező, 1934-ben rendes tagjai közé választotta.
Főként a görög szobrászattal foglalkozott, több művet publikált az antik művészettörténet köréből. Ő honosította meg Magyarországon a klasszika-archeológia új módszereit. Kiváló előadó és pedagógus volt.
Szerkesztette az Archaeologiai Értesítőt 1925-től 1940-ig. Megalapította a Henszlmann Lapokat (1927–1930). A Művészeti és Irodalmi Tanács, a Rajztanár Képesítő Bizottság tagja volt.

## Díjai, elismerései
- 1930-ban Corvin-koszorú
- Görög királyi Phoenix-rend
- II. osztályú Magyar Érdemkereszt

## Társulati tagságai
- 1935-től a Kisfaludy Társaság tagja
- 1926-1929-ig a Turul Szövetség primus magistere
- 1927-1940-ig az Országos Magyar Régészeti és Művészettörténeti Társulat másodelnöke, 1933-tól tiszteleti tagja
- Budavári Tudományos Társaság tagja
- Magyar Irodalmi Társaság tagja
- Szellemi Együttműködés Szövetsége Magyar Egyesületének tagja
- Magyar Német Társaság tagja

## Műveiből

### Könyvek
- Römische weibliche Gewandstatuen (München, 1908)
- Greek and Roman portraits (London, 1912)
- Kalauz a Régiségtárban (Budapest, 1912)
- Die Bildniskunst der Griechen und Römer (Stuttgart, 1912) Online
- Portraits antiques (Párizs, 1913) Online
- Isteneszmény és portré a görög művészetben (Budapest, 1918)
- Az antik gipszgyűjtemény I-II. (Budapest,  1919-1920, 1923)
- A klasszicizmus jelentősége és térfoglalása az ókori művészetben. Akadémiai székfoglaló (1921)
- Pheidias művészete (Budapest, 1922., németül: Stuttgart, 1924)
- Leonardo da Vinci (Budapest, 1927)
- A Magyar Tudományos Akadémia és a művészettörténet (Budapest, 1928)
- Antik művészet (Budapest, 1931) Online
- A középkor és a renaissance művészete (Budapest, 1932)
- Budapest als Kunststadt (Budapest, 1933)
- Az újkor művészete (Budapest, 1933)
- A magyar művészet története (Budapest, 1935)
- Ungarische Kunstgeschichte (Berlin, 1937)
- Hekler Antal válogatott kisebb dolgozatai (Budapest, 1942) (A Magyar Tudományos Akadémia Könyvkiadó Vállalata)
- Bildnisse berühmter Griechen (Budapest, 1940; Berlin, 1962)

### Előadásai
Hekler előadásait kiadták tanítványai:
- Műtörténeti jegyzetek, Hekler Antal tanár előadásai nyomán, I. rész: Ókori népek művészete, Budapest, 1916
- Műtörténeti jegyzetek, Dr. Hekler Antal tanár előadásai nyomán, II. rész: Kis-Ázsiai népek művészete. Aegaei kultúra. A görög művészet kezdete, Budapest, 1916
- Műtörténeti jegyzetek, Dr. Hekler Antal tanár előadásai nyomán, III. rész: A görög művészet története Kr. e. 460-ig, Budapest, 1917

### Tanulmányai
- A gipszmúzeumról. In: Budapesti Szemle, 1908. (36. évfolyam) 135. köt., 379. sz. 160–162. old.
- Szobormásolás az ó-korban. In: Budapesti Szemle, 1909. (37. évfolyam) 138. köt., 388. sz. 39–56. old.
- Múzeum és tudomány. In: Budapesti Szemle, 1913. (41. évfolyam) 155. köt., 439. sz. 146–153. old.
- Hampel József (1849-1913. március 25.) (Nekrológ). In: Budapesti Szemle, 1913. (41. évfolyam) 154. köt., 437. sz. 294–297. old.
- Új adatok a görög szobrászat történetéhez 1. közlemény.  In: Budapesti Szemle, 1914. (42. évfolyam) 157. köt., 445. sz. 65–73. old. , 2. és utolsó közlemény 1914. (42. évfolyam) 157. kötet, 446. sz. 245–255. old.
- A magyar művészettörténelem főfeladatai. In: Századok, 1921. (55. évfolyam) 6–10. sz. 161–171. old.
- A magyar művészettörténelem feladatai In: Századok, 55–56. sz. 1921
- Canova szobrok Magyarországon. In: Napkelet I. 1923
- Ipolyi Arnold emlékezete. In: Századok, 1923. (57. évfolyam) 7–10. sz
- Kunst und Kultur Pannoniens in ihren Hauptströmungen. In: Strena Bliciana, Zagreb-Split, 1924.)
- Michelangelo und die Antike. In: Wiener Jahrbuch für Kunstgeschichte 7. (1930.)
- A magyarországi barokk szobrászat európai helyzete. Kiad. MTA. Budapest, 1935. (Értekezések a történettudomány köréből).

Az Országos Magyar Szépművészeti Múzeum Évkönyveiben (Jahrbücher des Museums der Bildenden Künste in Budapest)
- 1918: Görög férfitorzó a Szépművészeti Múzeumban. 1–17. oldal 7 képpel, I. t
- 1919–1920: Hermarchos és Pittakos mellképe a Szépművészeti Múzeumban. 1–8. oldal 5 képpel
- 1921–1923 (1924):Leonardo és az antik művészet (Leonardo und die antike Kunst). 32–35. 125. oldal 4 képpel
- 1921–1923 (1924): Az antik gipszgyűjtemény rendezése (Die Neuordnung der Sammlung von antiken Gipsabgüssen). 102–107. 129. oldal 6 képpel
- 1924–1926 (1927): Bellerophon és Pegasos. Görög dombormű a Szépművészeti Múzeumban (Bellerophon und Pegasos. Griechisches Relief im Museum der Bildenden Künste zu Budapest). 1–9. 219. oldal 9 képpel
- 1927–1928 (1929): Attikai síremlék a Szépművészeti Múzeumban (Attisches Grabrelief im Museum der Bildenden Künste). 1–4. 219. oldal 2 képpel

## Emlékezete
- Hekler Antal mondásait Gondolatok címen tanítványai adták ki 1941-ben sorszámozott kiadásban.
- Vastagh László szobrász mellszobrot készített róla 1927-ben.